# Энергия (издательство)
«Эне́ргия» — советское издательство Государственного комитета Совета Министров СССР по делам издательств, полиграфии и книжной торговли, существовавшее в 1932—1981 годы. Объединилось с издательством «Атомиздат» в «Энергоиздат».

## История
Основано в 1932 году в Москве как Научно-техническое издательство энергетической литературы (Энергоиздат). 14 августа 1939 года переименовано в Госэнергоиздат.
В 1963 году издательство получило название «Энергия». Имело отделение в Ленинграде.
В 1981 году объединено с издательством Атомиздат в Энергоиздат.

## Издательская деятельность
Выпускало научно-техническую, справочную, производственную и другую литературу по автоматике, гидротехнике, гидроэнергетике, теплотехнике, электронике, электротехнике, электроэнергетике. По каждому тематическому направлению выпускались серийные издания — «Массовая радиобиблиотека». Издавались монографии (например, «Энергетика СССР в 1971—1975 годах») по основным направлениям развития энергетики в СССР. Среди неоднократно переиздаваемых фундаментальных многотомных справочных изданий — «Электротехнический справочник», «Справочник по электроустановкам промышленных предприятий», «Теплотехнический справочник».
Издательство выпускало научные журналы, среди которых «Электричество», «Электротехника», «Промышленная энергетика».
В 1976 году было выпущено 347 книг и брошюр общим тиражом около 5,9 миллионов экземпляров и объёмом более 98,2 миллионов печатных листов-оттисков.
В 1977 году было выпущено 362 книги и брошюры общим тиражом около 6,1 миллионов экземпляров.
В 1979 году была выпущена 321 книга и брошюра общим тиражом свыше 6,4 миллионов экземпляров.